# ام‌یو (خانواده موشکی)

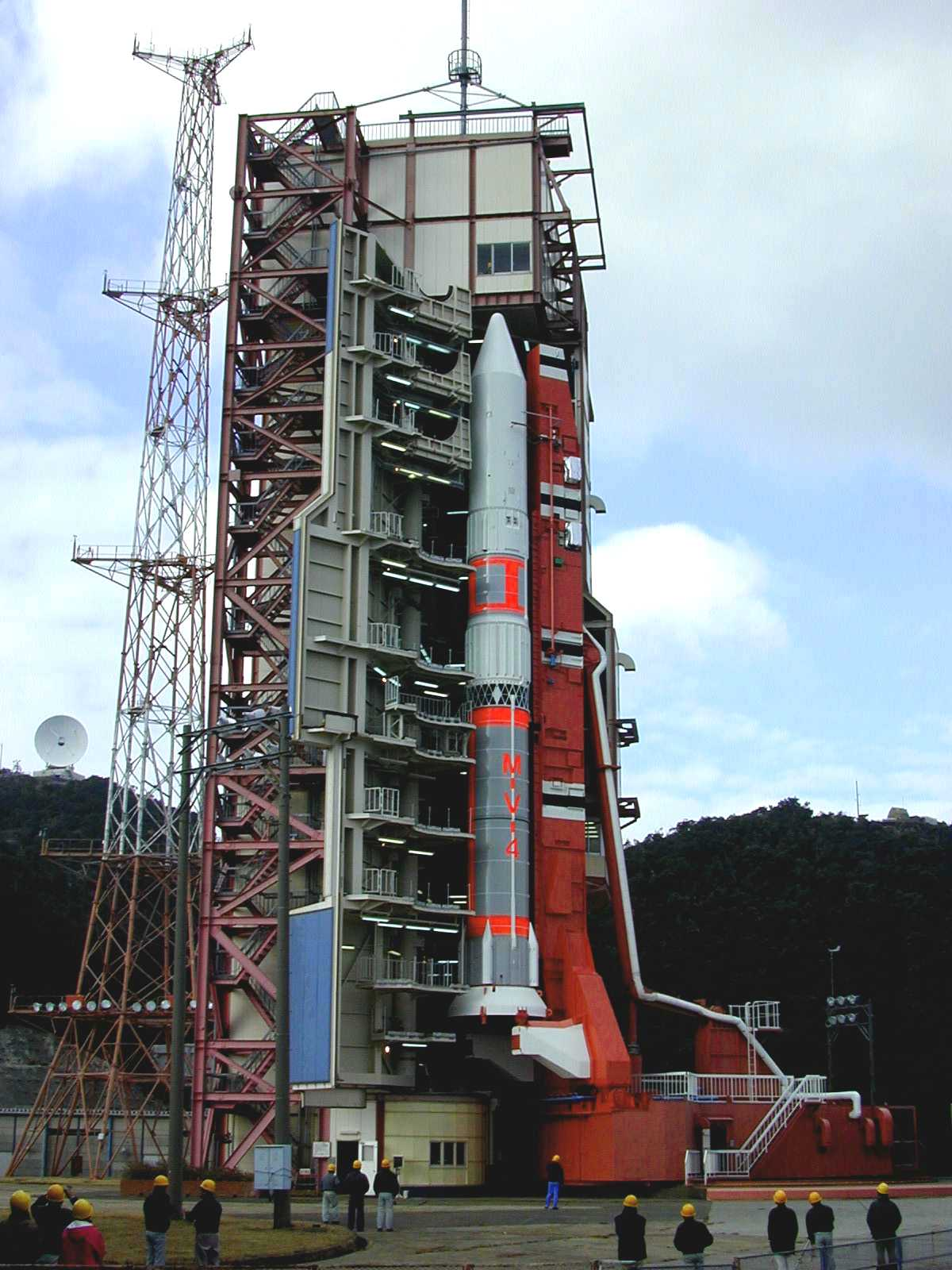
M-V-4.

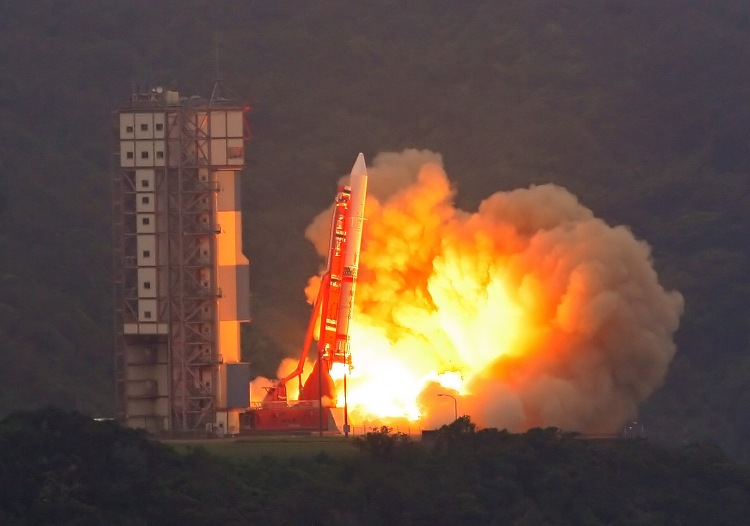
M-V-6.

ام‌یو یا سری موشک‌های مو (انگلیسی: Mu) که به موشک‌های «M» هم معروفند یک سری از موشک‌های سوخت جامد پرتابگر ژاپنی هستند که از مرکز فضایی اوچینورا بین سال‌های ۱۹۶۶ تا ۲۰۰۶ پرتاب شده‌اند. این موشک‌ها در اصل توسط مؤسسه علوم فضایی و فضانوردی ژاپن طرح و توسعه بافتند سپس زیر اداره و سرپرستی آژانس کاوش‌های هوافضای ژاپن (isas) قرار گرفت و در نهایت به بخشی از آن شد.

## موشک‌های حامل ژاپنی اولیه
اولین موشک ام‌یو ، Mu-1 در ۳۱ اکتبر ۱۹۶۶ یک پرواز پرواز زیر مداری منفرد آزمایشی انجام داد. به دنبال آن یک سری از موشک‌ها از جمله ام‌یو-۳ و ام‌یو-۴ طراحی و تولید شدند. در سال ۱۹۶۹ آزمایش پرواز زیر مداری Mu-3D انجام شد. بین سال‌های ۱۹۷۴ و ۱۹۷۹ چهار بار با سه موفقیت و یک ناکامی پرتاب شد و «Mu-3H» که پرتاب شده سه بار در سال‌های ۱۹۷۷ و ۱۹۷۸ بوده است.

خانواده موشک‌های ام‌یو.